# 渡部陽一
渡部 陽一（わたなべ よういち、1972年（昭和47年）9月1日 - ）は、日本の戦場カメラマン、フォトジャーナリスト、タレント。初代・富士市観光親善大使。所属事務所はビー・セブン。既婚。

## 来歴
静岡県富士市出身。3人兄妹の長男で、弟・妹がいる。
富士市立田子浦小学校、富士市立田子浦中学校卒業。中学時代は生徒会長を務めた。静岡県立富士高等学校を経て、「バンカラにあこがれて」という動機により早稲田大学を目指し2年間の浪人の末、明治学院大学法学部に進学した。落合信彦の著書に登場する弁護士の存在を知り、「弁護士や検察官など、困っている人を助ける仕事に就きたい。」と思い、大学の法学部に入った。大学の一般教養課程の生物学の授業でアフリカの狩猟民族に興味を持ち、全く現地の知識もないまま旅行者としてピグミー族に会いに行くため、アフリカのコンゴ民主共和国に行った。しかし当時はルワンダ紛争のまっただ中だったため、ルワンダの少年兵に襲撃され、カメラを含めた私物全てを差し出すことで助かった。帰国後周囲の人間に、その被害と少年兵がいる現実を説明したが、理解してもらえなかったことから、その場の状況を伝えられるカメラの必要性を痛感し、「戦場カメラマン」となることを決意した。大学1年生のときから戦場へ取材に行っており、その影響で大学を2回留年したあと、試験の時のみ一時的に帰国して同大学を卒業。当時は飲食店や写真撮影のアルバイトで貯めた資金で取材をしていた。
初の撮影写真が記載された雑誌は『サンデー毎日』である。時に「サムライジャーナリスト」を名乗る。過去には、平均して1年の半分は海外に滞在して仕事をしており、コロンビア内戦、ルワンダ紛争、コソボ紛争、チェチェン紛争、ソマリア内戦、イラク戦争など、130の国と地域の紛争地域を取材している。EMBED（従軍記者）として紛争地域に赴く。雑誌、テレビ番組などで作品を配信しているほか、ラジオ番組でも現地から直接リポートをしている。
2009年に結婚、2010年6月9日に第一子の男児が誕生。かねてから故郷の富士市に貢献したいと発言しており、2011年2月10日に富士市では初となる「富士市観光親善大使」に任命された。「富士市が大好きで、日本のみならず、世界中に、富士市をPRします。」と述べた。2011年3月11日、東京都六本木ヒルズ森タワーで、『戦場カメラマン 渡部陽一 & 紙の魔術師 太田隆司 展』についての会見が地震のため、約1時間中断した。「突然で非常に動揺しました。」、首から下げているカメラのシャッターは「状況を見て切らなかった。」と述べた。過去には1999年にトルコで大地震に遭遇したことがあり、「当時、一軒家の3階にいて、立ち上がれなかった。広場に避難したのを覚えています。今回の地震とは比べられないが、あの時もすごい揺れだった。」と述べている。同年3月から4月にかけて、東日本大震災の被災地である岩手県大船渡市、陸前高田市、宮古市などを取材している。「津波の被害は本当に想像を絶するもの。そこには世界中まわっても見たことのない厳しい現状が広がっており、僕は言葉を失ってしまいました。」と述べた。3月27日、東京都オリナス錦糸町で、「少しでも役に立ちたい。」と、当初予定していたイベントの代わりに、東日本大震災被災者への募金活動を行った。募金活動には、賛同した山本梓、テツandトモも参加した。渡部は「被災者は本当に困っています。ぜひ力を貸して下さい」と大きな声で呼びかけた。

## 人物
- 身長180cm、体重65kg、靴のサイズ26.5cm。
- 血液型はA型。
- イスラム圏で取材を行うため、現地の慣習に合わせて髭を生やしている[8]。
- グレーのベレー帽は「13〜14年前に妹からもらったもので、この帽子をかぶっていくと取材が成功する可能性が高いんです。」と述べている（2010年）[9]。
- ポケットがたくさんついているカメラマンベストは「細かい持ち物はすべてポケットに収納して、どんなときでも両手をあけて、不測の事態に対応しているんです。小さなカメラ、バッテリー、フィルム、ノート、ペン…、どれをどのポケットに入れるかすべて決まっていて、真っ暗な中でもバッテリーやフィルム交換をできるように訓練しています。」と述べている[9]。
- 襟なしのシャツをよく着ている。「昔から、ワイシャツを着て、ネクタイを締めるという生活をしたことがなかったので、襟があるとなんだか気になって、疲れてしまうんですね。」と述べている[9]。
- 使用しているカメラはキヤノン EOS-1D MarkIV。カメラに太陽光が反射するとそれが銃だと間違われて、射撃されることがあるため、レンズ以外の部分を黒いパーマセルテープで覆っている[10]。最近の作品はデジタルカメラで撮影し、パソコンを使ってデータ管理している。1990年代終わり頃まではフィルムで撮影をする事が基本であった[11]。また安全のために防弾チョッキを着用して取材を行っているが、幸いなことに銃弾を受けたことは1度もない。
- 重さ7kgもある大型日記帳は耐久性強化のためにレンガを付着している[8]。
- 手土産にヤマザキの「ダブルソフト」を持っていく。柔らかい食感が好評で、また来る時にとリクエストされることがあるという[8]。
- 低い声でゆっくりと話す柔らかい口調と、シリアスな話題でも聞く側を重苦しくさせない話術が特徴[3]。バラエティ番組『ウチくる!?』（フジテレビ）に出演した富士高時代の友人たちは、彼の話し方やカラオケでの歌い方などは、学生時代から変わっていないと証言している。別の知人の証言によると、渡部は、妹の結婚に際して行われた親族の顔合わせでも、父親から「お前は喋り方が変だから何も言うな」と「厳命された」という[12]。
- 「小さいころから友人に『渡部は話し方が変だ。』と言われました。外国に行くようになり、言葉が通じない国で単語を正確にゆっくり伝えると、理解してもらえるんです。そんな生活を続けて、もともとの話し方から、さらにゆっくりになったんだと思います。」と述べている[2]。
- アフリカや中東の取材で、しゃべる言葉について「僕は99%は英語で話します。日本語、アラビア語でコミュニケーションを取る場合もありますが、ほとんどが英語ですね。必要に応じて、それを現地語に通訳してもらいます。」、「ゆっくりでも、単語単語をつなげていくと、相手が理解してくれます。特に英語が公用語になっていない地域の国々では、僕と同じようなテンポで英語を話しますので、お互いリズムがかみ合い、取材はしやすいですね。」と述べている[9]。
- 「危険だという瞬間を写真で押さえるのも、カメラマンの大事な仕事ですが、たどり着く前に事件が終わっていることもありますね。」と述べている[9]。
- 「取材で気をつけていることは、日本人のライフスタイルや慣習を、取材先の地域には持ち込まないこと。」と述べている[9]。
- 戦場カメラマンとして力を入れている一つが「戦渦の子供達を撮影すること」で、「戦争の一番の犠牲者が子供達であるということをたくさんの人に知ってもらいたい。」と述べている。今まで武器を携えている少年兵や危険に晒された通学路を通いながらも笑顔を見せる子供たちを撮影してきた[3]。いきなり写真を撮っても警戒され笑顔を見せてくれないため、「アイアム、ブルース・リー」といって気を引く[3]。ブルース・リーを選んだ理由は、外国の子供が良く知っている東洋人であるためである[3]。
- 「恐怖により取材の挫折・帰国を繰り返したが、刺激のない日本にいると気分が塞いでしまうため戦場に向かう」との旨を著書で述べている。冒険家である植村直己の「冒険とは生きて帰ることである」という言葉に感銘を受け、自身は「戦場カメラマンとは生きて帰ること」を信条としている。
- 「将来、何十年先かもしれないが、世界から戦争がなくなり、戦場カメラマンの仕事がなくなって、学校カメラマンになること。」が夢だと語っている。続けて「世界中の学校を撮影し、写真集やドキュメンタリー番組などで、伝えていきたい。」と述べている[2]。

### テレビ出演に対して
- 2003年に勃発したイラク戦争では、初めてビデオカメラを使ってテレビの仕事をこなした[2]。「情報プレゼンター とくダネ!」の大村正樹の通訳兼ガイドを担当し、大村からの薦めで写真や取材報告を多くの人に伝えるため「Be.Brave Group」に所属となった[1]。
- 2009年末、TBS『1億3000万人の法則』で、戦場カメラマンの仕事について、インタビューを受けた[13]。その後2010年頃から、さまざまなテレビ番組への出演を重ねるようになった。「お呼びがかかることが、何とも不思議であり、ありがたいことでもあります。」と述べている[2]。
- 2010年、『笑っていいとも!増刊号』（フジテレビ）のレギュラーにもなった。レギュラーコーナー『戦場カメラマン渡部陽一のアルタ最前線!』。また、かつて放送されていた『ちょこっとイイコト 〜岡村ほんこん♥しあわせプロジェクト〜』（テレビ東京）では、「岡村隆史の結婚プロジェクト」に後見人の1人として参加。スタジオで実施される岡村の公開お見合いに立ち会ったり、岡村に対して既婚者の立場からアドバイスを送ったりしている。
- バラエティ番組などのテレビ出演には葛藤もあったというが、バラエティ番組に出演したことは今では良かったと思っている。「子供から年配の方にまで、イラク、アフガニスタン、レバノン、パレスチナ、スーダンといった世界のことを伝えられ、少しでも『アフガニスタンって、どんな国なの?』と思ってもらえるようになるのが、一番うれしい。」と述べている[2]。
- 渡部の師匠である報道写真家・山本皓一から「（バラエティ番組などのテレビ出演について）やってみたらいい。ただ条件として、どの番組でも少しでも撮影した写真を使っていただき、自分で何が起こっているかを伝えること。これさえ守れれば、何を言われても静かにしていなさい。」とアドバイスをもらい、渡部はテレビ出演に踏み切った[2]。
- 本人はテレビに出演するのも全て、戦場カメラマンとして活動するためだという。自分に関心を持ってもらい、撮影した写真をたくさんの人に見てもらいたい。戦争の悲惨さ・命の大切さをたくさんの人に知ってもらいたい。そして、長期間、海外に滞在して仕事をするので、その活動費を稼ぐため[3]。戦場カメラマンとしての収入は不安定なものなので、バナナの積み込みなどをして、活動費を補ったりしてきた。
- モノマネ番組の審査員での出演もある。その際、「北野武のモノマネは松村邦洋の右に出るものは居ない」と評している。

### 趣味・嗜好
- 趣味の1つである釣りは幼少期から始め、海釣りを特に好んでいる。
- 剣道は富士市立田子浦小学校入学当初から習い始め、田子浦中剣道部に所属し初段の腕前。「礼節を保って自分を律し、目上の人を敬うことをたたき込まれました。今でも僕のカメラマンの仕事には、少年剣道時代がルーツにあると思う。」と述べている[2]。
- 富士高バドミントン部、明治学院大ファンタスティックテニスサークルに所属していた。知人の証言によれば、体育教師から「何をやらせても陽一がいちばんうまい。あいつがいちばん運動神経がある」と褒められていたという[12]。
- オフィシャルブログを持つが、ブログの方にはプライベートのことは書かず、戦場での写真などしか記載しない。ただしツイッターも持っているので、そちらには番組出演の情報なども記載している。
- 好きな言葉は「死して屍、拾うものなし」（『大江戸捜査網』の“隠密同心心得之條”より）[14]。
- 好きな食べ物はサンドイッチ、アイスクリーム、トンカツ。日本に戻って一番したかったことは「トンカツを食べること。アフガニスタンでは宗教上の慣習（イスラム教の食のタブー）で豚肉は食べられないんです。」と述べている[15]。
- 映画鑑賞も好む。好きな映画は『ゴースト』、『フラッシュダンス』、『トップガン』、『ニュー・シネマ・パラダイス』、『BECK』など。『BECK』を観に行っており、活動休止になった水嶋ヒロ・絢香夫婦を「これからも応援していきたい。」と述べている[16]。
- 好きな音楽はジャパニーズポップス関連では、矢沢永吉の『SOMEBODY'S NIGHT』、SPEEDの『White Love』、西田ひかるの『ときめいて』、絢香の『三日月』など。戦場で必ず聴くという楽曲が絢香の『三日月』で、「『三日月』を聴くと現地で平常心を取り戻すことが出来る。」と述べている[16]。またEMINEMの『Lose Yourself』は戦場へ向かう時に聴き、自らを奮いたたせるために聴く曲である[要出典]。
- 撮りたい芸能人として挙げるのは、同い年の西田ひかる。「小さいころから、好きだったんです。」と述べている[17]。

## 出演

### バラエティ
- 笑っていいとも!増刊号（フジテレビ） - コーナー『戦場カメラマン渡部陽一のアルタ最前線!』レギュラー
- ちょこっとイイコト 〜岡村ほんこん♥しあわせプロジェクト〜（テレビ東京） - 『岡村隆史の結婚プロジェクト』へ不定期出演
- 土曜プレミアム『渡部陽一が撮った!これが世界の「戦場」だ』（フジテレビ、2011年7月2日） - 司会
- テレビでアラビア語（NHK教育）
- 世界ナゼそこに?日本人 〜知られざる波瀾万丈伝〜（テレビ東京） - コーナー『ラーメンロード』レギュラー
- 聞きこみ!ローカル線 気まぐれ下車の旅（BSジャパン、不定期）
- 『カメラマン渡部陽一がたどる再会の旅路 秘境 大コーカサス山脈』（BSジャパン、2014年10月25日）
- 昼めし旅 〜あなたのご飯見せてください!〜 （テレビ東京、ナレーション）
- 相席食堂（ABCテレビ）
- 水曜日のダウンタウン（TBSテレビ、2023年6月14日）

### 劇場アニメ
- 名探偵コナン 沈黙の15分（2011年） - 渡部刑事 役[18]

### インターネット
- リセンス学級会 －オトナのホームルーム－ 「戦場から65年」シリーズ・1 －戦場に生きる子どもたち－（あっ!とおどろく放送局、2010年8月19日配信開始）[19]
- 「THE ハードトーク」（サイゾー・APF通信社、2010年9月8日）
- Magalry（マガリー）渡部陽一の世界の国を歩いてみたら。（2013年2月19日 - ）[20]
- 稲垣・草彅・香取3人でインターネットはじめます『72時間ホンネテレビ』・早朝！男だらけのインスタ映え運動会（2017年11月4日） - カメラ担当として出演[21]

### ラジオ
- 渡部陽一 明日へ喝!（ニッポン放送） - 2012年4月2日 -
- 渡部陽一 勇気のコトバ（ニッポン放送） - 2010年12月6日 - 2011年1月27日

### CM
- ハドソン「桃太郎電鉄WORLD」（2010年11月）
- デコラン（2010年12月） - 声のみ。
- エムグラントフードサービス ステーキハンバーグ&サラダバー けん （2011年1月）
- 日産自動車・キューブ「体感CP エコスイッチ」篇（2011年1月-）
- ACジャパン（2021年7月-）- 2021年度大阪地域キャンペーン「お金の話はゆ〜っくり」で歌とナレーションを担当。

### その他
- 着うた『戦場カメラマン渡部陽一の着信ボイス』が20万回ダウンロードされた。TOP25位以内に14コンテンツがランクイン（2010年11月9日調べ）[22][23]。
- 『渡部陽一 学校向け特別講演 〜世界の子どもの声を聞こう!〜』[24]
- アリコジャパン、チューリッヒ、アクサダイレクト、オリックス生命の保険4社の新聞広告[25]（2010年10月28日、「考えるのは、やっぱり家族」インタビュー）
- みなとみらいリフォームフェスティバル（2010年11月23日、イベント出演）
- 写真集『日本の美しい女子高生』発売記念、渡部陽一サイン会&握手会（開催2010年12月9日、東京・福家書店新宿サブナード店）[26]
- 異色の突然のブレーク（インタビュー、2011年1月1日朝日新聞、テレビ・ラジオ欄37面、マツコ・デラックス、尾木直樹、2人込みで）
- 『富士市観光親善大使就任の委嘱状交付式』（2011年2月10日開催）[27]
- 『平成22年度 富士市男女共同参画プラン推進講演会』渡部陽一講演会（開催2011年2月10日）[28]
- 2011年4月27日朝日新聞朝刊、書店配布のチラシ　コミックブレーク 〈私のコミック履歴書〉戦場カメラマン　渡部陽一さん[29]
- 『豊かな心講演会』渡部陽一講演会（2011年5月18日開催、静岡県立富士高等学校）
- 『戦場カメラマン 渡部陽一 & 紙の魔術師 太田隆司 展 〜写真とペーパークラフトが織りなす「絆の情景」〜』渡部陽一ギャラリートーク（開催2011年7月21日、静岡ホビースクエア会場）[30]
- 『ももクロChan Presents ももいろクローバーZ 試練の七番勝負 episode.2　第7戦 「VS. 国際情勢」』（開催2012年2月5日、東京キネマ倶楽部）

## 書籍
- 『世界は危険で面白い』（産経新聞出版、2008年、ISBN 9784819110273）
- 『報道されなかったイラクと人びと』（大村正樹共著、新風舎 2004年 ISBN 9784797443806）
- 写真集『日本の美しい女子高生』（撮影・鼻洗浄カメラマン渡部陽太郎（島田紳助）、渡部陽一 ワニブックス、2010年12月15日、ISBN 4847043413）[31][32]
- 写真集『MOTHER TOUCH　戦場からのメッセージ』（辰巳出版、2010年12月24日、ISBN 4777808726）
- 『硝煙の向こうの世界 渡部陽一が見た紛争地域』(講談社、2012年、ISBN 9784062173858)
- 『ぼくは戦場カメラマン』（角川グループパブリッシング、2012年、ISBN 9784046312211）
- 『戦場カメラマン渡部陽一が見た世界』
  1. 学校（くもん出版、2015年、ISBN 9784774322711）
  2. 家族（くもん出版、2015年、ISBN 9784774322728
  3. 友だち（くもん出版、2015年、ISBN 9784774322735）

## CD
- CDアルバム 『渡部陽一の世界名作童話劇場　日本篇』（2011年2月23日発売、ビクター）[33]